# AA Caldense
Az Associação Atlética Caldense, röviden Caldense labdarúgó együttese a brazíliai Poços de Caldas településének csapata, melyet 1925-ben alapítottak. Minas Gerais állami bajnokságában, valamint az országos bajnokság negyedik vonalában, a Série D-ben szerepel.

## Sikerlista

### Állami
- 1-szeres Mineiro bajnok: 2002
- 1-szeres Módulo II bajnok: 1971

## Játékoskeret
2015-től
| # |     | Poszt | Név              |
| - | --- | ----- | ---------------- |
|   | BRA | K     | Neguete          |
|   | BRA | K     | João Vitor       |
|   | BRA | K     | Rodrigo Viana    |
|   | BRA | V     | Neguete          |
|   | BRA | V     | Helder           |
|   | BRA | V     | Bigú             |
|   | BRA | V     | Jefferson Feijão |
|   | BRA | V     | Marcelinho       |
|   | BRA | V     | Plínio           |
|   | BRA | V     | Rafael Estevam   |
|   | BRA | V     | Paulão           |
|   | BRA | V     | Andrezinho       |
|   | BRA | KP    | Ewerton Maradona |
|   | BRA | KP    | Tiago Ulisses    |

| # |     | Poszt | Név              |
| - | --- | ----- | ---------------- |
|   | BRA | KP    | João Leonardo    |
|   | BRA | KP    | Diego Souza      |
|   | BRA | KP    | Rodrigo Oliveira |
|   | BRA | KP    | Rodrigo Miranda  |
|   | BRA | KP    | Serginho         |
|   | BRA | KP    | Tiago Azulão     |
|   | BRA | KP    | Yuri             |
|   | BRA | KP    | Nádson           |
|   | BRA | KP    | Rodrigo Ainette  |
|   | BRA | CS    | Léo Andrade      |
|   | BRA | CS    | Romário          |
|   | BRA | CS    | Luiz Eduardo     |
|   | BRA | CS    | Zambi            |
|   | BRA | CS    | Cristiano        |